# Tunisair Express
Tunisair Express (code AITA : UG, code OACI : TUX), nom commercial de la Société des lignes intérieures et internationales, est une compagnie aérienne tunisienne fondée le 1er août 1991. Elle est une filiale de la compagnie nationale Tunisair mais acquiert son autonomie dans tous les domaines d'activités en mars 1992.
Elle se limite dans un premier temps aux lignes intérieures tunisiennes (elle reste la seule compagnie à exploiter le réseau domestique). Mais, ayant obtenu l'autorisation d'opérer sur le monde entier en 2000, elle élargit ses activités pour englober des liaisons internationales à destination de dix aéroports situés notamment dans le Sud de l'Italie et à Malte.

## Dénominations commerciales
À l'origine, elle est connue en français sous le nom de Tuninter, donnant littéralement en arabe « lignes intérieures » (arabe : الخطوط الداخلية) dans les années 1990 puis « lignes internationales » (الخطوط الدولية) dans les années 2000, avant de prendre celui de Sevenair (Compagnie Aérienne Sevenair Tunisie), littéralement « aviation du sept » (طيران السابع) le 7 juillet 2007 (7/7/7). En mars 2011, à la suite de la chute du régime de Zine el-Abidine Ben Ali, la compagnie est renommée Tunisair Express.

## Direction
Le 16 octobre 2015, le conseil d'administration désigne Béchir Ben Sassi comme directeur général en remplacement de Khaled Chelly désigné PDG de l'Office de l'aviation civile et des aéroports.
Ilyes Kerfahi devient directeur général le 31 janvier 2017 puis Yosr Chouari  le 4 juillet 2018.
Le 12 mars 2021, le ministère du Transport et de la Logistique annonce la nomination de Khaled Chelly comme PDG de Tunisair et de ses filiales dont Tunisair Express. En juin 2023, Hatem Motemri est nommé directeur général de Tunisair Express, puis remplacé par Montacer Bnouni en juin 2024. En décembre 2024, Rym Ben Salah Jemaa assume cette fonction.

## Logos

Logo de Tuninter (1991-2000).
Logo de Tuninter (2000-2007).
Logo de Sevenair (2007-2011).
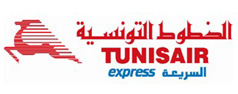
Logo de Tunisair Express (depuis 2011).

## Destinations
La compagnie relie Tunis aux aéroports de Djerba (quatre vols par jour qui constitue sa principale ligne), Sfax, Tozeur, Gafsa, Gabès et El Borma. Elle desservait également Tripoli au départ de Tunis, Monastir, Sfax et Djerba jusqu'à l'arrêt du trafic avec la Libye décidé par les autorités tunisiennes ; Palerme continue d'être desservie au départ de Tunis et Malte au départ de Tunis. Elle effectue une quarantaine de vols par semaine avec quatre appareils de petites capacités (70 à 88 sièges).
Elle développe également une activité charter localisée principalement sur les régions du sud de l'Italie, de la France et de la Suisse.
La compagnie assure également des vols en franchise pour le compte de la compagnie Tunisair, notamment avec son CRJ900.

## Appareils
En 2023, la flotte est constituée de deux appareils :
| Type d'appareil | Nom de baptême | Image                          | Configuration de la cabine | Date de livraison | Immatriculation |
| --------------- | -------------- | ------------------------------ | -------------------------- | ----------------- | --------------- |
| ATR 72-600      | Bulla Regia    |                                | 72 sièges                  | 19 novembre 2019  | TS-LBF          |
| ATR 72-600      | Kerkouane      | ATR 72-600 TS-LBG (Kerkouane). | 72 sièges                  | 31 décembre 2019  | TS-LBG          |

La compagnie consolide sa flotte par deux nouveaux avions durant l'été 2007 : un ATR 72-500 de 70 places le 6 juillet (nom de baptême Hasdrubal) et un CRJ900 de 88 places (nom de baptême Didon), commandé auprès de Bombardier Aéronautique, le 25 juillet. La compagnie reçoit ensuite le 2 juin 2008 un nouvel ATR 72-500 (nom de baptême Hannibal), ce qui porte sa flotte à quatre appareils en propriété.
La compagnie commande trois ATR 72-600, le premier étant livré en novembre 2019, le deuxième au mois de décembre et le troisième étant prévu au mois d'avril 2020. Le 19 novembre 2019, le premier ATR 72-600 (nom de baptême Bulla Regia) est réceptionné,. Le 31 décembre, le second ATR 72-600 (nom de baptême Kerkouane) est réceptionné. Le troisième ATR72-600 est produit avec l'immatriculation TS-LBH (Oudhna) mais sa livraison est finalement annulée.
| Type d'appareil | Nom de baptême  | Image                                | Configuration de la cabine | Date de livraison | Date de retrait | État                    | Immatriculation |
| --------------- | --------------- | ------------------------------------ | -------------------------- | ----------------- | --------------- | ----------------------- | --------------- |
| ATR 42-300      | Alyssa          |                                      | 48 sièges                  | 28 février 1992   | 2011            | Stocké à Tunis          | TS-LBA          |
| ATR 72-200      | Habib-Bourguiba | ATR 72-200 TS-LBB (Habib-Bourguiba). | 70 sièges                  | 27 mars 1992      | 6 août 2005     | Accidenté               | TS-LBB          |
| ATR 72-200      | Taher-Haddad    | ATR 72-200 TS-LBC (Taher-Haddad).    | 70 sièges                  | 22 avril 1992     | ?               | Stocké à Tunis          | TS-LBC          |
| ATR 72-500      | Hasdrubal       |                                      | 70 sièges                  | 6 juillet 2007    | 4 février 2019  | Stocké à Tunis          | TS-LBD          |
| ATR 72-500      | Hannibal        | ATR 72-500 TS-LBE (Hannibal).        | 70 sièges                  | 2 juin 2008       | 22 avril 2021   | Vendu à Africa Airlines | TS-LBE          |
| CRJ900          | Didon           | CRJ900 TS-ISA (Didon).               | 88 sièges                  | 25 juillet 2007   | décembre 2019   | Vendu à Syphax Airlines | TS-ISA          |

## Incidents

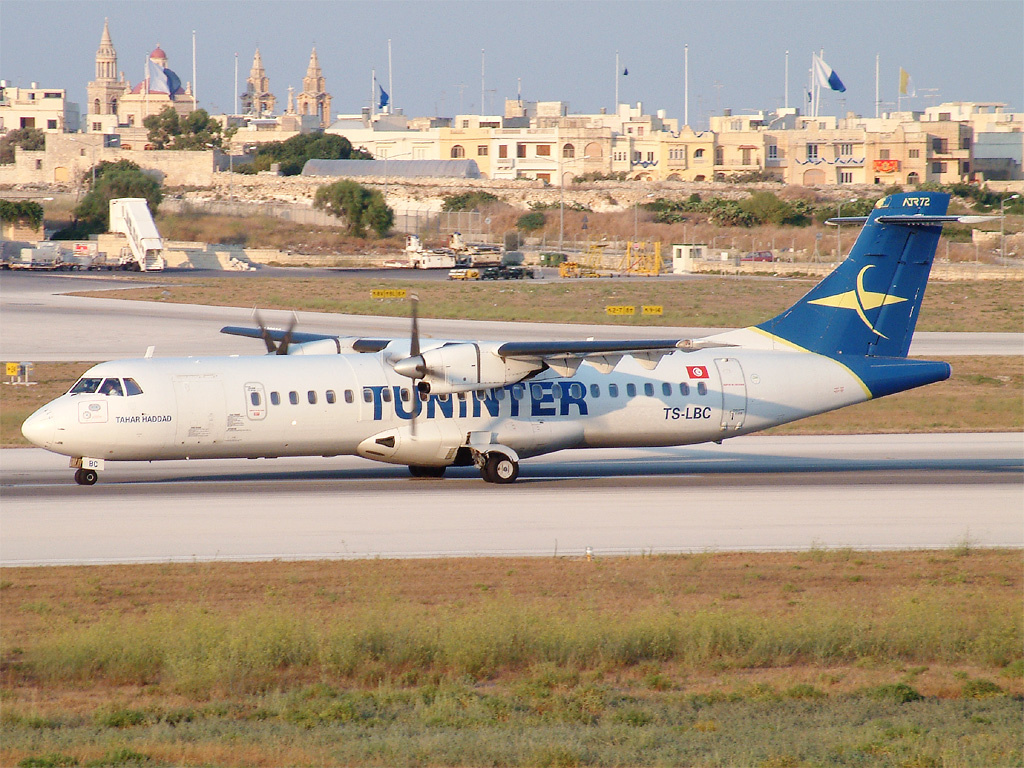
ATR 72 de Tuninter à l'aéroport de Malte.

Le 6 août 2005, le vol 1153 — un avion charter de type ATR 72 avec 35 passagers italiens et quatre membres d'équipage tunisiens à son bord — effectue un amerrissage d'urgence au nord de la Sicile. 16 des 39 personnes sont mortes dont trois ne sont pas retrouvées, les 23 autres (dont deux membres d'équipage) ayant pu s'extraire de l'appareil dont les ailes flottaient à la surface de la mer. La cause de l'accident est une erreur de maintenance de jauge de carburant, ayant abouti à une panne sèche des deux moteurs.
Le 22 juin 2007, un ATR 72 de la compagnie fait-demi tour, quinze minutes après avoir décollé de l'aéroport de Djerba à destination de Tunis, en raison de l'étouffement de l'un de ses moteurs.
Le 2 septembre 2012, 36 heures de retard sont constatés sur un vol reliant Djerba à Nantes lors d'un retour de vacances : l'avion de la compagnie aurait dû atterrir le 2 septembre à 22 h 15, or les 87 passagers sont finalement arrivés le 4 septembre à 4 h 30. La compagnie l'explique par une panne technique suivie de l'absence d'un avion de substitution. Le 10 septembre, le directeur général Hatem Moatamri est démis de ses fonctions et remplacé par Khaled Chelly à titre intérimaire.